# Mohamed Abdelaziz
Pour les articles homonymes, voir Mohamed Abdelaziz (homonymie) et Abdelaziz.
Ne doit pas être confondu avec Mohamed Ould Abdel Aziz.
Mohamed Abdelaziz (en arabe : محمد عبد العزيز), né le 17 août 1947 ou en 1948 et mort le 31 mai 2016, est secrétaire général du Front Polisario et président de la République arabe sahraouie démocratique du 30 août 1976 à sa mort.

## Biographie
Mohamed Abdelaziz est né le 17 août 1947 à Marrakech, ou en 1948 à Smara,,.  Il est le fils de Khelili Mohamed Salem Rguibi, issue de la tribu Reguibat comme indiqué le patronyme (nisba) de son père "Rguibi". 
Il suit des études supérieures à Rabat jusqu'en septembre 1975. Il est membre fondateur du Front Polisario depuis son congrès constitutif : tenu à Zouerate en Mauritanie le 10 mai 1973. Il est responsable d’un département pendant la phase clandestine et la lutte contre la colonisation espagnole. Il est commandant de région militaire jusqu’en 1976. À la suite de la mort de El-Ouali Moustapha Sayed, il est élu secrétaire général du front Polisario et président du conseil de commandement de la révolution en août 1976. Il est élu président de la République arabe sahraouie démocratique (RASD) en octobre 1982. Le gouvernement de la RASD est en exil en Algérie, ses institutions sont installées à Rabouni, à proximité de Tindouf. Il est élu vice-président de l'OUA en 1985, puis de l'Union africaine en 2002.

## Controverse sur les origines de Mohamed Abdelaziz
Si certaines sources soutiennent l'idée que Mohamed Abdelaziz est né au Maroc,, dans la région de Marrakech, d'autres indiquent qu'il est né à Smara, dans le Sahara espagnol. Hassan II l'appelait toujours Mohamed El Marrakchi.
Javier Pérez de Cuéllar, ancien secrétaire général de l'ONU, rapporte dans son livre Pilgrimage for Peace que Mohamed Abdelaziz parlait difficilement espagnol, mettant ainsi en doute le fait qu'il soit né dans l'ancienne colonie espagnole qu'est le Sahara occidental,,.
Lors d'un débat sur la chaîne arabe El-Hiwar en 2010, l'invité, représentant du Front Polisario à Londres, n'a ni confirmé ni démenti le lieu de naissance de Mohamed Abdelaziz.